# Torbjörn Forsberg

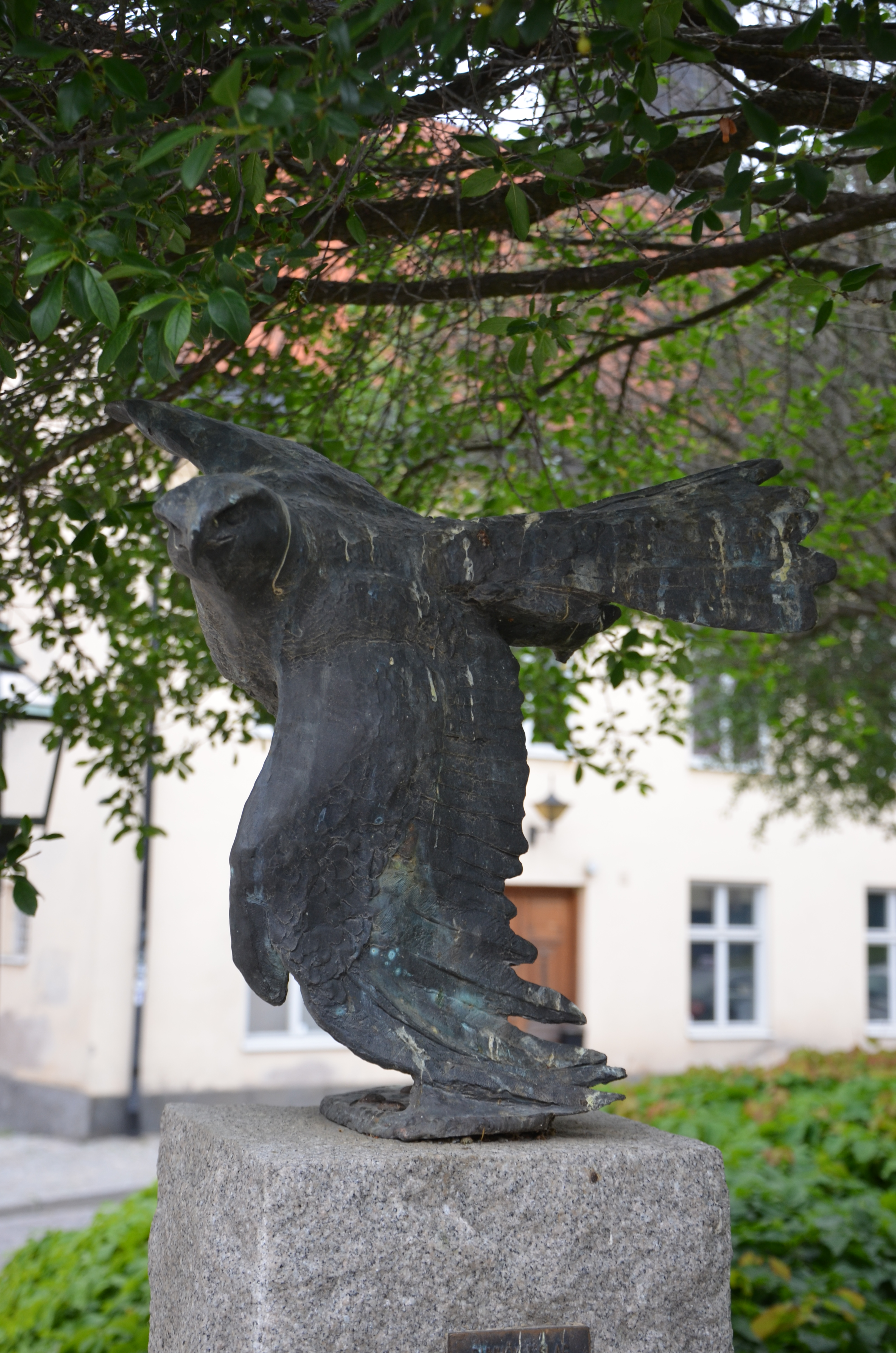
Duvhök i slag i Enköping.

Torbjörn Forsberg, född 29 december 1949 i Bollnäs, är en svensk skulptör.
Forsberg gjuter sina verk i framför allt brons. Han är uppvuxen i Enskede i Stockholm och sedan 1976 är han bosatt i Enköpings kommun.

## Offentliga verk i urval
- Duvhök i slag, brons, 1997, parktorget Kaplanen i Enköping